# Nokia Lumia 920
El Nokia Lumia 920 es un teléfono inteligente de gama alta desarrollado por Nokia, que cuenta con el sistema operativo Windows Phone 8. Su lanzamiento se hizo el 5 de septiembre de 2012.
Posee un microprocesador de doble núcleo Qualcomm Krait Snapdragon de 1.5 GHz y pantalla 4.5" HD LCD (IPS). Posee una cámara trasera de 8.7 megapíxeles que incluye la tecnología PureView de Nokia. Asimismo, cuenta con almacenamiento de 32 GB, y memoria RAM de 1 GB.

## Hardware

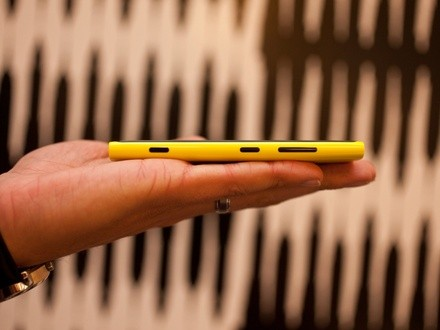
Nokia Lumia 920 visto de perfil

Su parte exterior está compuesta por policarbonato de una sola pieza. Sus botones (volumen, bloqueo, cámara), están fabricados en zirconio de cerámica. Posee Corning Gorilla Glass en su pantalla, por lo cual es resistente a todo tipo de rayaduras a las que puede someterse un teléfono inteligente en su día a día.
En el interior, se encuentra un procesador de doble núcleo fabricado por Qualcomm, llamado Snapdragon S4, y un GPU Adreno 225. Cuenta con 1GB de memoria RAM y 32GB de almacenamiento interno. Pese a que no hay posibilidad de expansión de memoria, los usuarios pueden acceder a 7GB gratuitos a través de SkyDrive.
La cámara, por su parte, es de 8,7 megapixeles y su desarrollo fue llevado a cabo por Nokia, basándose en la tecnología PureView fase 2. La marca alemana Carl Zeiss es quien fabrica los lentes Tessar del teléfono. La grabación de video se puede llevar a cabo hasta en 1080P, es decir, FullHD. Para una mejor captura de fotos, la cámara cuenta con un sensor de luz capaz de capturar hasta 4 veces más luz que los anteriores Nokia Lumia 900, además de la tecnología de estabilización óptica de imagen, la que en fotografías reduce considerablemente la borrosidad y en la grabación de video disminuye en buena proporción las sacudidas naturales de la mano.
Por otro lado, el teléfono cuenta con la posibilidad de carga inalámbrica, compatible con la tecnología Qi y también a través de un puerto micro-USB, que también se puede utilizar para la transferencia de archivos a una PC, o bien, si se quiere, se puede utilizar la tecnología NFC (campo de comunicación cercano) para transferencia de archivos con otros dispositivos compatibles. Cuenta con una entrada de 3,5 mm para auriculares.

## Software
El teléfono corre el sistema operativo Windows Phone 8.1, la versión más reciente del sistema operativo de Microsoft para teléfonos móviles.
Además de las aplicaciones que incorpora este sistema por defecto, Nokia ha incluido un conjunto de aplicaciones propias adicionales: Nokia Maps, Nokia Drive+ Beta, Nokia Urban View, Nokia Music y Nokia Reader. En algunos casos estas aplicaciones mejoran a las ya existentes en Windows Phone 8 y en otros casos cubren ausencias del sistema operativo.

## Sucesor
Con el fin de disminuir el grosor y el peso del teléfono, Nokia presentó el Nokia Lumia 925, que es más ligero y más delgado, y tiene una banda lateral de aluminio además de la parte trasera de policarbonato.
Posteriormente, se hizo el lanzamiento del modelo Nokia Lumia 930, en junio de 2014.